# Phạm Thị Nghiêu
Phạm Thị Nghiêu (chữ Hán: 范惠妃; ? - 1441) là phi tần của vua Lê Thái Tổ trong lịch sử Việt Nam.
Không rõ Phạm Thị Nghiêu làm vợ Lê Lợi từ thời gian nào và quê quán bà ở đâu. Khi khởi nghĩa Lam Sơn mới nổ ra, bà bị tướng nhà Minh là Mã Kỳ bắt. Theo sách Lam Sơn thực lục, năm 1418 Lê Lợi bị viên phụ đạo tên là Ái phản bội, dẫn quân Minh vào đánh úp nên bị thua trận, gia quyến bị bắt. Tuy nhiên không rõ Phạm Thị Nghiêu có ở trong số những người bị bắt trong trận này hay không.
Sau đó, bà được quân Minh tha về.
Lê Lợi lên ngôi vua, không thấy sử chép về danh hiệu phong cho Phạm Thị Nghiêu. Đến khi Lê Thái Tông lên ngôi (1433) mới tôn bà làm Huệ phi.
Do nghe theo một số quan lại trong triều, Phạm Huệ phi có ý định phế lập, nhưng mưu bị bại lộ. Lê Thái Tông thấy bà đã già, bèn cho về Lam Kinh trông Vĩnh Lăng - nơi an táng Lê Thái Tổ.
Phạm Thị Nghiêu mang lòng oán trách, thường nói ra lời bất mãn. Người hầu gái bèn đi tố cáo. Lê Thái Tông nổi giận bèn sai đình thần luận tội rồi hạ lệnh ép bà tự sát vào năm 1441.